# Andes indistinctus
Andes indistinctus är en insektsart som beskrevs av Frederick Arthur Godfrey Muir 1925. Andes indistinctus ingår i släktet Andes och familjen kilstritar. Inga underarter finns listade i Catalogue of Life.